# Solaster glacialis
Solaster glacialis är en sjöstjärneart som beskrevs av Daniel Cornelius Danielssen och Johan Koren 1881. Solaster glacialis ingår i släktet Solaster och familjen solsjöstjärnor. Inga underarter finns listade i Catalogue of Life.